# Getting Closer
Getting Closer è un brano rock composto da Paul McCartney e inserito nell'album del 1979 Back to the Egg della band britannica Wings. Il brano fu pubblicato in versione di singolo il 5 giugno del 1979 per pubblicizzare l'album che lo conteneva. Il singolo toccò la ventesima posizione in classifica negli Stati Uniti (il lato B era Spin It on) e la sessantesima nel Regno Unito (il lato B era Baby's Request).

## Registrazione
Il brano venne inciso nell'ottobre 1978 ad Abbey Road. McCartney suonò oltre al basso anche il mellotron e compose il riff di chitarra elettrica che si ascolta nel finale